# Krauschwitz (Saxe)
Krauschwitz (en sorabe: Krušwica) est une commune de Saxe (Allemagne), située dans l'arrondissement de Görlitz, dans le district de Dresde.